# جانيس إليوت
جانيس إليوت (بالإنجليزية: Janice Elliott)‏ (13 أكتوبر 1931 - 25 يوليو 1995)؛ روائية بريطانية.